# Mesostenus xestus
Mesostenus xestus là một loài tò vò trong họ Ichneumonidae.